# Tyson Fury vs Francis Ngannou
Tyson Fury vs Francis Ngannou, anunciado como Battle of the Baddest (en español Batalla de los más Malos) fue una pelea de boxeo profesional entre el actual campeón de peso pesado del WBC, Tyson Fury, y el ex campeón de peso pesado de UFC, Francis Ngannou, que tuvo lugar el 28 de octubre de 2023 en Riad, Arabia Saudita. La Junta de Control de Boxeo Británica fue la comisión anfitriona del evento.

## Antecedentes
Antes de ganar el título de peso pesado de la UFC, Ngannou había expresado durante mucho tiempo su interés en pasarse al boxeo, específicamente enfrentándose a Fury o al ex campeón de peso pesado del WBC, Deontay Wilder. Tras la victoria de Fury contra Dillian Whyte en abril de 2022, Ngannou subió al ring y ambos sugirieron un combate entre ellos. Ngannou dejó la UFC en enero de 2023 después de una disputa contractual que duró un año. Uno de sus principales desacuerdos fue la negativa de la UFC a permitirle boxear según su contrato. Posteriormente, Ngannou firmó con la PFL, lo que le permitiría boxear.
Un combate profesional entre Fury y Ngannou fue anunciado el 11 de julio de 2023, para llevarse a cabo en Arabia Saudita. El presidente del WBC, Mauricio Sulaiman, confirmó que a Fury no se le quitaría su título y que la organización le había dado un permiso especial para competir.
El premio en metálico para la pelea, sin incluir las ganancias de Pay Per View, se estimó en 10 millones de dólares para Ngannou y 50 millones de dólares para Fury.

## Peleas

### Cartelera
La cartelera secundaria presentó seis combates, siendo el principal Fabio Wardley contra David Adeleye, por los títulos de peso pesado de la WBO Europea, WBA Continental, Commonwealth y Británico. En la conferencia de prensa previa al combate, el 23 de octubre de 2023, hubo lo que Sky Sports describió como un "altercado en la alfombra roja".
Otros combates en la cartelera incluyeron un enfrentamiento por los títulos intercontinentales de peso pesado de la IBF y WBO entre el ex campeón de peso pesado de la WBO, Joseph Parker, contra Simon Kean. Ambos habían derrotado anteriormente a Daniel Martz y Shawndell Winters. El combate se promociona como 'Worlds Apart'. Carlos Takam contra Martin Bakole, este combate fue sugerido por primera vez después de que Takam derrotara a Tony Yoka el 11 de marzo de 2023, donde usó su conferencia de prensa posterior al combate para pedir un enfrentamiento entre él y Bakole. El combate se confirmó el 1 de octubre de 2023 y se promociona como 'African Rule'. Una pelea por el título de peso pesado de la Federación de Boxeo de América del Norte (NABF) entre Arslanbek Makhmudov y Junior Anthony Wright fue anunciada después de que el oponente original de Makhmudov, Agron Smakici, se retirara por razones no divulgadas y fuera reemplazado por Wright. Más tarde se anunció que también estaría en juego el título intercontinental de peso pesado de la WBA. Moses Itauma contra István Bernáth fue una adición tardía a la cartelera, menos de un mes después de que Itauma peleara en la cartelera secundaria de la revancha entre Joe Joyce y Zhilei Zhang. La única pelea no de peso pesado en la cartelera fue Jack McGann contra Alcibiade Duran, que se llevó a cabo en superwelter.

## Resultados
1. ↑  Título conmemorativo de Riyadh del WBC.
2. ↑  Debut profesional de Ngannou en el boxeo.
3. ↑  Por los títulos de peso pesado de la WBO Europea, WBA Continental, Commonwealth y Británico.
4. ↑  Por los títulos intercontinentales de peso pesado de la IBF y WBO.
5. ↑  Por los títulos intercontinentales de peso pesado de la WBA y de la NABF.

## Transmisión
| País/Región                                     | Emisoras              | Emisoras              |
| País/Región                                     | PPV                   | Stream                |
| ----------------------------------------------- | --------------------- | --------------------- |
| MENA (incluyendo Arabia Saudita como anfitrión) | Webook                | Webook                |
| Reino Unido                                     | TNT Sports Box Office | TNT Sports Box Office |
| Irlanda                                         | TNT Sports Box Office | TNT Sports Box Office |
| Mercados no vendidos                            | DAZN                  | DAZN                  |
| Australia                                       | Main Event            |                       |
| Australia                                       | Kayo Sports           |                       |
| Brunei                                          | Astro Box Office      | Astro GO              |
| Malasia                                         | Astro Box Office      | Astro GO              |
| Canadá                                          |                       | TSN+                  |
| Estados Unidos                                  | ESPN+                 | ESPN+                 |